# Geleitzug TM 1
Der Geleitzug TM 1 war ein alliierter Geleitzug im Zweiten Weltkrieg. Er fuhr am 28. Dezember 1942 in Trinidad ab, traf am 14. Januar in Gibraltar ein und sollte Erdölprodukte von der Karibik in den Mittelmeerraum bringen, wo sich der alliierte Bedarf infolge der Operation Torch deutlich erhöht hatte. Die Alliierten verloren durch deutsche U-Boote sieben Tanker mit 56.453 BRT. Mit einem prozentualen Verlust von 77 Prozent war es einer der verlustreichsten alliierten Geleitzüge während des Zweiten Weltkrieges.

## Zusammensetzung und Sicherung

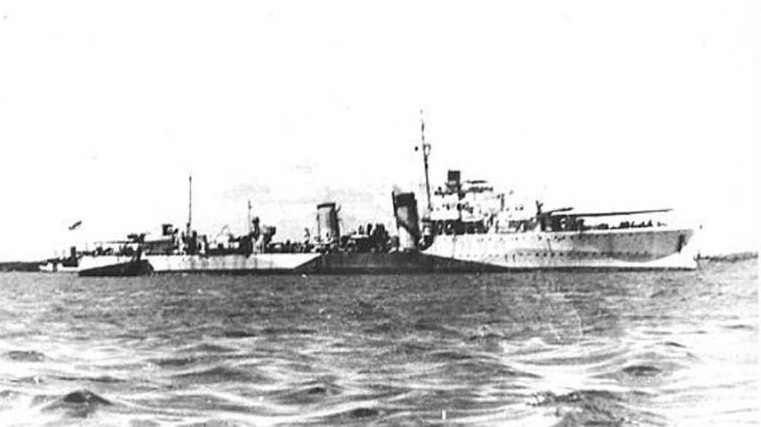
Die Havelock …

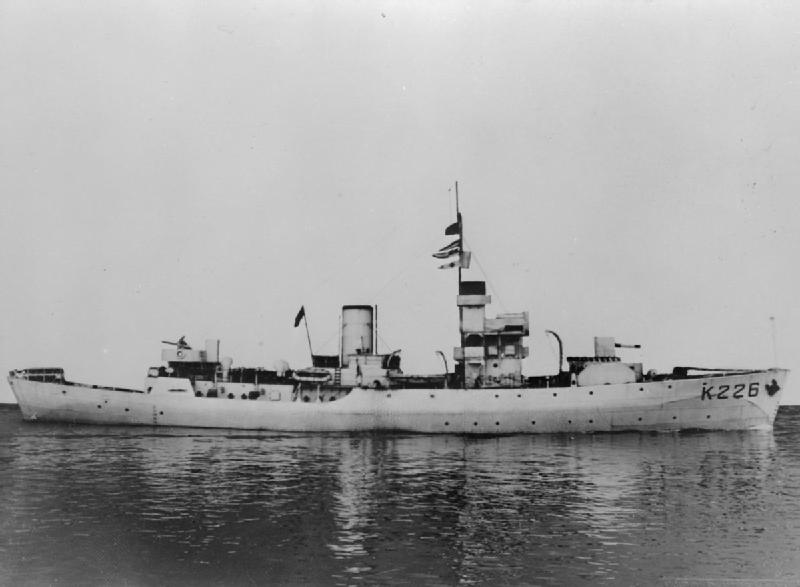
… die Godetia …

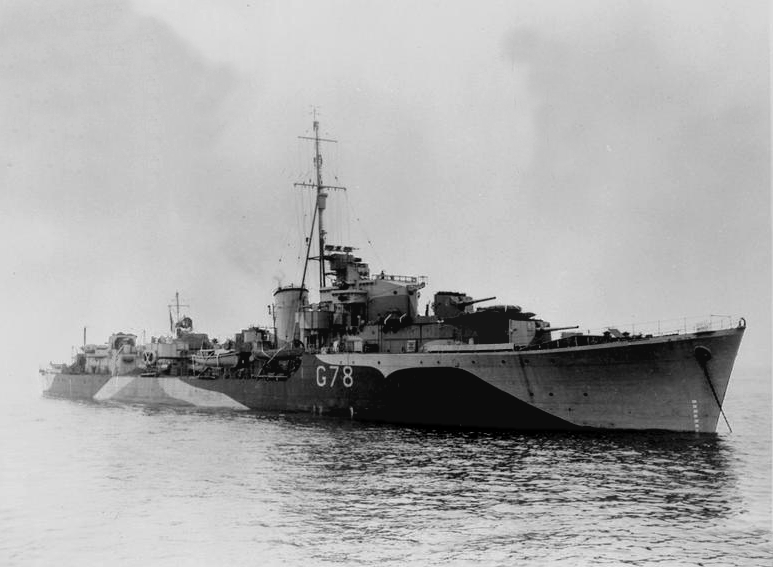
… die Quentin …

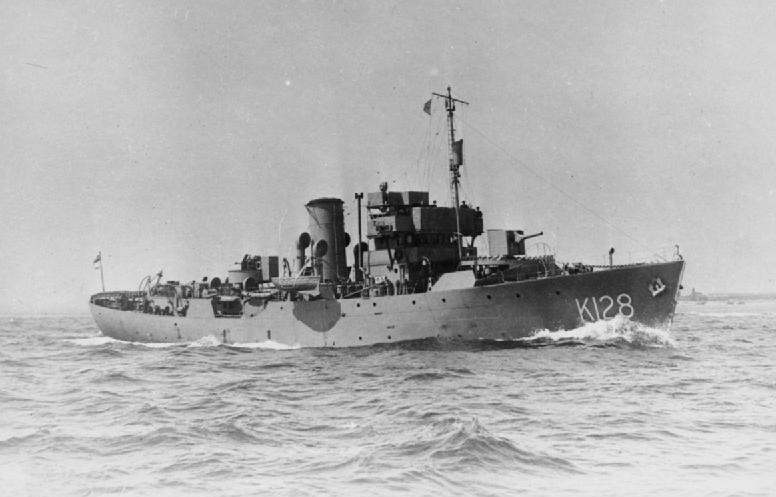
… und die Samphire waren Teil der Geleitsicherung

Der Geleitzug TM 1 setzte sich aus neun Tankern zusammen. Am 28. Dezember 1942 verließen sie Trinidad (Lage) in Richtung Gibraltar. (Lage) Beim Auslaufen sicherte die britische Escort Group B 5 (Commander Richard C Boyle) mit dem britischen Zerstörer Havelock und den britischen Korvetten Godetia, Pimpernel und Saxifrage den Geleitzug. Ab 12. Januar kamen noch der britische Zerstörer Quentin und die britischen Korvetten Pentstemon und Samphire dazu.
| Name               | Flagge                 | Vermessung in BRT | Verbleib                                  |
| ------------------ | ---------------------- | ----------------- | ----------------------------------------- |
| Albert L Ellsworth | Norwegen               | 8.309             | am 9. Januar durch U 436 versenkt (Lage)  |
| British Dominion   | Vereinigtes Königreich | 6.983             | am 11. Januar durch U 620 versenkt (Lage) |
| British Vigilance  | Vereinigtes Königreich | 8.093             | am 24. Januar durch U 105 versenkt (Lage) |
| Cliona             | Vereinigtes Königreich | 8.375             |                                           |
| Empire Lytton      | Vereinigtes Königreich | 9.807             | am 9. Januar durch U 442 versenkt (Lage)  |
| Minister Wedel     | Norwegen               | 6.833             | am 9. Januar durch U 522 versenkt (Lage)  |
| Norvik             | Panama                 | 9.555             | am 9. Januar durch U 522 versenkt (Lage)  |
| Oltenia II         | Vereinigtes Königreich | 6.943             | am 8. Januar durch U 436 versenkt (Lage)  |
| Vanja              | Norwegen               | 6.198             |                                           |

## Verlauf
Am 3. Januar 1943 sichtete das deutsche U-Boot U 514 zufällig den Geleitzug, als dieser sich ungefähr 1100 Seemeilen östlich von Trinidad befand. Der Geleitzug fuhr nur eine Geschwindigkeit von rund 8 Knoten, weil die ihn begleitenden Korvetten, Treibstoff sparen mussten, um die Atlantiküberquerung zu schaffen. U 514 sollte den Geleitzug beschatten und durch Peilzeichen andere U-Boote heranführen. Die einzige größere Gruppe deutscher U-Boote war rund 1600 Kilometer entfernt. Aufgrund dessen erhielt U 514 die Erlaubnis auch selbst anzugreifen. U 514 torpedierte daraufhin den Tanker British Vigilance, der schwer beschädigt hinter den Konvoi zurückfiel. Die 27 Überlebenden der 54-köpfigen Besatzung gingen von Bord, aber der Tanker sank nicht. Er wurde erst am 27. Januar von U 105 endgültig versenkt. Aufgrund technischer Probleme mit den Dieselmotoren und dem Funkgerät verlor U 514 die Fühlung zum Geleitzug.
Der BdU stellte daraufhin am vorausberechneten Kurs des Konvois die U-Gruppe Delphin mit U 571, U 620, U 575, U 381, U 436 und U 442 und die auf dem Marsch in der Nähe befindlichen U 134, U 181, U 511 und U 522 in einem Suchstreifen südlich der Azoren auf. Richard C Boyle, Commander der begleitenden Escort Group, erhielt unterdessen vom Submarine Tracking Room in London den Befehl, den Geleitzug nördlich an den Azoren vorbei zu führen. Da der Geleitzug die Azoren aber südlich passierte, lief er genau auf die U-Boote zu und wurde am 8. Januar von U 381 gesichtet. Daraufhin schlossen in der Nacht zum 9. Januar die meisten U-Boote auf und griffen an. U 436 torpedierte den Tanker Albert L. Ellsworth, der Heizöl geladen hatte. Da er erst am nächsten Tag sank, konnte die gesamte 42-köpfige Besatzung gerettet werden. Anschließend versenkte es die Oltenia II mit einer Ladung Schmier- und Heizöl, wobei 17 von 43 Seeleuten ums Leben kamen. Dadurch sichtete die Havelock U 436 und führte einen Wasserbombenangriff durch, der es schwer beschädigte. Die Korvetten Pimpernel und Godetia vereiteln weitere Angriffe durch U 571 und U 575. Am Morgen des 9. Januar gelang es dann U 575, die zwei mit Heizöl beladenen Norvik und Minister Wedel zu torpedieren. Beide Tanker sanken erst am Abend, nachdem sie von U 522 nochmals torpediert wurden, unter Verlust von zwei Besatzungsangehörigen.
Am Tage erfolgten keine weiteren U-Boot Angriffe. Am Abend des 9. Januars wurde die schon beschädigte Empire Lytton, ebenfalls mit Kerosin beladen durch U 442 versenkt und verlor 14 Crewmitglieder. Am Abend des  10. Januars torpedierte U 522 die British Dominion mit einer Kerosinladung. Sie sank aber nicht und wurde von U 620 am 11. Januar erneut torpediert. Nun sank sie unter dem Verlust von 37 ihrer 53-köpfigen Besatzung. Weitere Angriffe durch U 571 am 10. und 11. Januar auf die beiden verbliebenen Tanker Vanja und Cliona scheiterten, ebenso einer am 12. Januar durch U 511 am Morgen des 12. Januar. Inzwischen erreichten weitere Sicherungsfahrzeuge den Konvoi und auch landgestützte Flugzeuge aus Gibraltar trafen ein. Am 14. Januar erreichte der Geleitzug mit zwei Tankern Gibraltar. Insgesamt wurden sieben Tanker mit 56.453 BRT versenkt.